# Maduranthakam
Maduranthakam é uma cidade e um município no distrito de Kancheepuram, no estado indiano de Tamil Nadu.

## Demografia
Segundo o censo de 2001,  Maduranthakam  tinha uma população de 29,100 habitantes. Os indivíduos do sexo masculino constituem 50% da população e os do sexo feminino 50%. Maduranthakam tem uma taxa de literacia de 72%, superior à média nacional de 59.5%: a literacia no sexo masculino é de 80% e no sexo feminino é de 64%. Em Maduranthakam, 11% da população está abaixo dos 6 anos de idade.